# Riksförbund
Ett riksförbund är en central organisation som verkar i hela landet, i motsats till exempel ett länsförbund. Namnet riksförbund används av många större organisationer i Sverige, bland annat Lantbrukarnas riksförbund som fungerar som en paraplyorganisation för lokala medlemsföreningar. Även vissa fackförbund använder beteckningen riksförbund, bland annat Lärarnas Riksförbund. Andra motsvarande benämningar är centralorganisation (bland annat  SAC) och landsorganisation som används av sammanslutning av fackförbund i Skandinavien. Motsvarande beteckningar finns i andra skandinaviska språk, bland annat riksforbund på norska, och på tyska (Reichsverband).